# Ikarus S-49

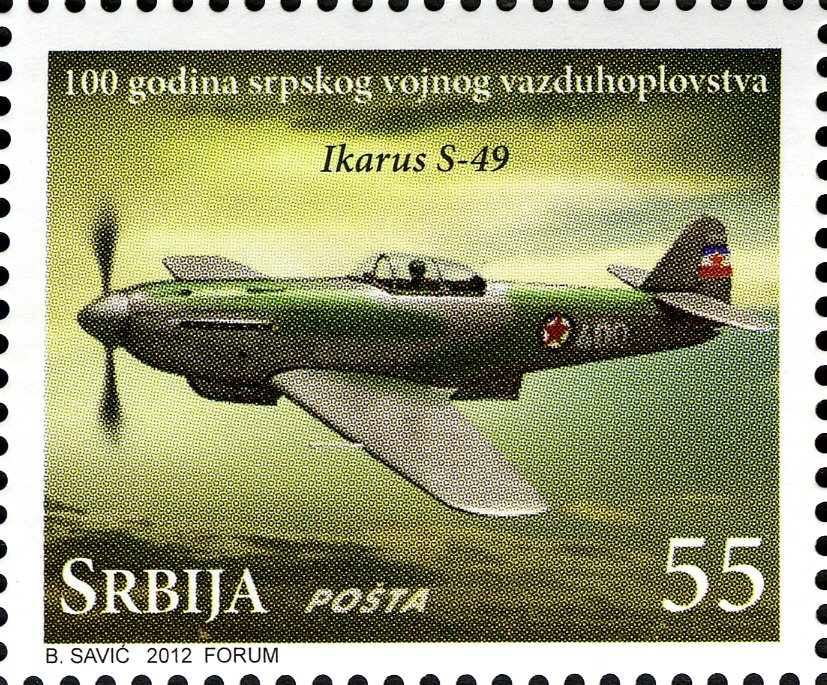
Ikarus S-49 als Briefmarkenmotiv

Die Ikarus S-49 war ein einsitziges jugoslawisches Jagdflugzeug der 1950er-Jahre.

## Entwicklung
Mit der Beendigung der Beziehungen des kommunistischen Jugoslawien zur Sowjetunion im Jahr 1948 befand sich die jugoslawische Luftwaffe in einer ungünstigen Lage; zu dieser Zeit konnte Jugoslawien keine Kampfflugzeuge aus dem Westen beziehen. Noch war im Westen die Skepsis gegenüber dem neuen kommunistischen Jugoslawien zu groß. Zu diesem Zeitpunkt bildeten die sowjetischen Jakowlew Jak-1 und Jakowlew Jak-3 den Kern der jugoslawischen Luftwaffe. Deren vorwiegend aus Holz bestehende und mit Sperrholz und Leinen bedeckte Konstruktion ermöglichte eine einfache Wartung dieser Flugzeuge. Wegen des dringenden Bedarfs an neuen Flugzeugen, aber auch aus Furcht vor einer möglichen Intervention der Sowjetunion, wurde der Beschluss gefasst, mit der Produktion eines heimischen Jagdflugzeugs zu beginnen. Mit der Aufgabe wurden Kosta Sivčev, Slobodan Zrnić und Svetozar Popović beauftragt. Ljubomir Ilić, Kosta Sivčev und Slobodan Zrnić hatten vor dem Zweiten Weltkrieg am Entwurf des jugoslawischen Jagdflugzeugs Rogožarski IK-3 mitgearbeitet und brachten entsprechende Erfahrungen mit.
Im Juni 1949 flog der Prototyp der Ikarus S-49A, des ersten jugoslawischen Nachkriegsjägers heimischer Produktion. Die Serienproduktion begann bei den Ikarus-Werken bei Zemun bzw. Belgrad. Als Antrieb diente ein 12-Zylinder-V-Motor Klimow WK-105PF-2 sowjetischer Bauart mit 1300 PS. Die Bewaffnung entsprach der bei den Jakowlew-Jägern eingesetzten, während andere Komponenten sowohl von der Jak-3 als auch der IK-3 übernommen wurden, so dass die Ikarus S-49 als eine Mischung der Jakowlew Jak-3 und Rogožarski IK-3 gilt.
1952 erschien die weiterentwickelte Ikarus S-49C. Da die Beschaffung der sowjetischen Klimow-Motoren nicht mehr möglich war, wurde als neuer Antrieb der Hispano-Suiza HS 12Z-17 gewählt. Dies erforderte eine Umkonstruktion der S-49-Jäger, da die Hispano-Suiza-Motoren größer und schwerer als die Klimow-Motoren waren. Von der S-49C gab es zwei Ausführungen, deren zweite schließlich in die Serienproduktion gelangte.

## Einsatz
Je nach Quelle wurden zwischen 112 und 227 Ikarus S-49 produziert. Ein Teil der Flugzeuge wurde operativ nie verwendet, sondern diente der Ersatzteilversorgung. Die Ikarus S-49 diente in der jugoslawischen Luftwaffe bis Anfang der 1960er-Jahre, danach wurde sie durch die North American F-86 ersetzt.

## Technische Daten
| Kenngröße             | Daten Ikarus S-49A                           | Daten Ikarus S-49C |
| --------------------- | -------------------------------------------- | --- |
| Besatzung             | 1                                            | 1 |
| Länge                 | 8,43 m                                       | 9,06 m |
| Spannweite            | 10,30 m                                      | 10,30 m |
| Höhe                  | 2,90 m                                       | 2,90 m |
| max. Startmasse       | 2950 kg                                      | 3568 kg |
| Antrieb               | ein Klimow WK-105PF-2; 1.300 PS (ca. 960 kW) | ein Hispano-Suiza HS 12Z-17; 1.500 PS (ca. 1.100 kW)                                                                       |
| Höchstgeschwindigkeit | 554 km/h                                     | 628 km/h |
| Steigzeit auf 4000 m  | 3,9 min                                      | |
| Steigzeit auf 6000 m  |                                              | 6,27 min |
| Dienstgipfelhöhe      | 10.000 m                                     | 10.000 m |
| Reichweite            | 690 km                                       | 690 km |
| Bewaffnung            | eine 20-mm-MK SchWAK zwei 12,7-mm-MG UBS     | eine 20-mm-MK MG 151 zwei 12,7-mm-MG Browning M2 2 × Bomben je 50 kg oder 4 × 127-mm-HVAR (high velocity aircraft rockets) |